# Henry Ansbacher
Henry Ansbacher (Estados Unidos, 9 de maio de 1970) é um produtor cinematográfico norte-americano. Como reconhecimento, foi nomeado ao Oscar 2010 na categoria de Melhor Documentário em Curta-metragem por The Last Campaign of Governor Booth Gardner.